# Orobanche hederae
La orobanca de la hiedra (Orobanche hederae) es una planta parásita de la familia de las Orobanchaceae. Solo parasita exclusivamente a la hiedra (Hedera helix) y las aralias cultivadas (estas pertenecen a la familia de la hiedra).

## Nomenclatura
El epítome de hederae es por "hiedra", la única planta sobre la que vive esta especie.
Nombres comunes:
- Catalán: Espàrrec bord. Frare de l'heura.
- Español: Espárrago de lobo. Hierba tora. Jopo.
- Francés: Orobanche du lierre.

## Distribución y hábitat
Se distribuyen por la Europa meridional, Francia, España, Italia, Balcanes.
Su hábitat preferente son los montes húmedos con herbáceas bajas o en las planicies de montañas, pero siempre que haya hiedras.

## Descripción
La planta del orobanche es pequeña, con un porte de 10 a 60 centímetro de altura. Se reconoce fácilmente por sus vástagos de color marrón púrpura más oscuros en la base y más claros en el extremo, que carecen totalmente de clorofila, teniendo sus flores forma de lengua de dragón, con colores, blanco en pétalos y purpureo azulado en la parte del casco. 
Los lanzamientos de la flor son escamosos, son inflorescencias en espigas simples con un punto terminal denso de 10 a 20 flores, con maduración homógama. La polinización de las flores es entomógama. Las hojas se distribuyen como las escalas, simples y de forma triangulares. 
Su fruto es una cápsula. Las semillas son diminutas, de color marrón oscuro, y ennegrecen con la edad. La dispersión de las semillas es por el viento (anemocora). Estas plantas florecen generalmente a partir de junio a agosto. Cuando no florecen, no hay ninguna parte de estas plantas visible sobre la superficie del suelo.
Como no tienen ninguna clorofila, son totalmente dependientes de las hiedras y de las aralias para obtener sus nutrientes. Las plantas de semillero de Orobanche lanzan hacia fuera su raíz que se une a las raíces de anfitriones próximos. Una vez unido a un anfitrión, el Orobanche roba a su anfitrión el agua y los nutrientes.

## Sinónimo
- Orobanche medicaginis Rchb